# Pont Internacional de Tui
El Pont Internacional de Tui és un pont, situat entre les localitats de Tui, a la província de Pontevedra, Galícia, i Valença do Minho a Portugal, unint els dos marges del riu Miño.

## Història
Tot i que existeix la llegenda que parla d'un disseny de Gustave Eiffel o d'un dels seus deixebles, el pont va ser dissenyat per l'enginyer i diputat de La Rioja Pelayo Mancebo y Ágreda, essent inaugurat oficialment el 25 de març del 1886, quasi un any després de la seva entrada en servei. Va costar sis milions de rals.
Durant més de cent anys va suportar molt de trànsit perquè era l'únic pont per salvar el Miño, que recorre la frontera entre la província de Pontevedra i Portugal. Hi va disminuir molt el trànsit amb la construcció dels ponts internacionals de Salvaterra-Monção 15 km riu amunt, Goián-Vila Nova de Cerveira 14 km riu avall, i, per sobre de totes, el nou pont Tui-Valença (1993) de l'autovia, 670 metres riu avall.
Durant segles, els pelegrins procedents de Portugal accedien a Tui creuant el riu en barques. A partir de 1884 el pont va passar a formar part del Camí portuguès del Camí de Sant Jaume.
A finals de l'any 2000 va ser renovat i millorat. Hi transiten quatre trens diàriament i segueix sent l'única connexió ferroviària entre Galícia i Portugal.